# Reus
|  | Per a altres significats, vegeu «Reus (desambiguació)». |

Reus és un municipi i una ciutat de Catalunya, capital de la comarca del Baix Camp, situat a l'oest del Camp de Tarragona i a uns 10 km de la mar Mediterrània. La seva població és de 109.961 habitants (2025), que es concentren en una àrea de 52,8 km² i que a part de la ciutat també inclouen els antics termes del Burgar i Mascalbó. El municipi representa prop de la quarta part de la població de l'àrea metropolitana de Tarragona-Reus, que engloba un total de fins a 456.042 habitants.
Es creu que l'actual territori de Reus ha estat habitat per l'home des de fa gairebé un milió d'anys, com així ho demostren els nombrosos jaciments arqueològics localitzats. No obstant, la vila com a tal és d'origen medieval, documentada a partir de l'any 1154. Mitjançant el comerç, la vila va esdevenir aviat una gran població i va crear un ampli àmbit d'influència econòmica i humana que abastava, ja al segle xiv, bona part del sud de Catalunya.
Als segles XVI i XVII Reus va créixer de forma significativa i es va destacar en la producció d'estamenya i de ceràmica. La guerra dels Segadors, però, va representar una aturada traumàtica, de la qual no es va començar a recuperar fins al darrer terç del segle. Al segle xviii va esdevenir la segona població més gran de Catalunya, amb una molt destacable producció i exportació d'aiguardents i teixits. Als segles següents la ciutat es va industrialitzar i hi van arrelar les noves inquietuds ideològiques del moment, convertint-se, després de Barcelona, en la ciutat de referència de tots els moviments culturals.
Avui en dia es coneix per la seva activitat comercial, per ser un centre de l'escalada de roca i el lloc de naixement de l'arquitecte Antoni Gaudí. La zona sempre ha estat un important productor de vins i licors. La ciutat ofereix també una gran i variada oferta cultural, sobretot amb la implantació de festivals de referència. A Reus hi ha el tercer aeroport més gran de Catalunya.

## Geografia
- Llista de topònims de Reus (Orografia: muntanyes, serres, collades, indrets..; hidrografia: rius, fonts...; edificis: cases, masies, esglésies, etc).

### Localització

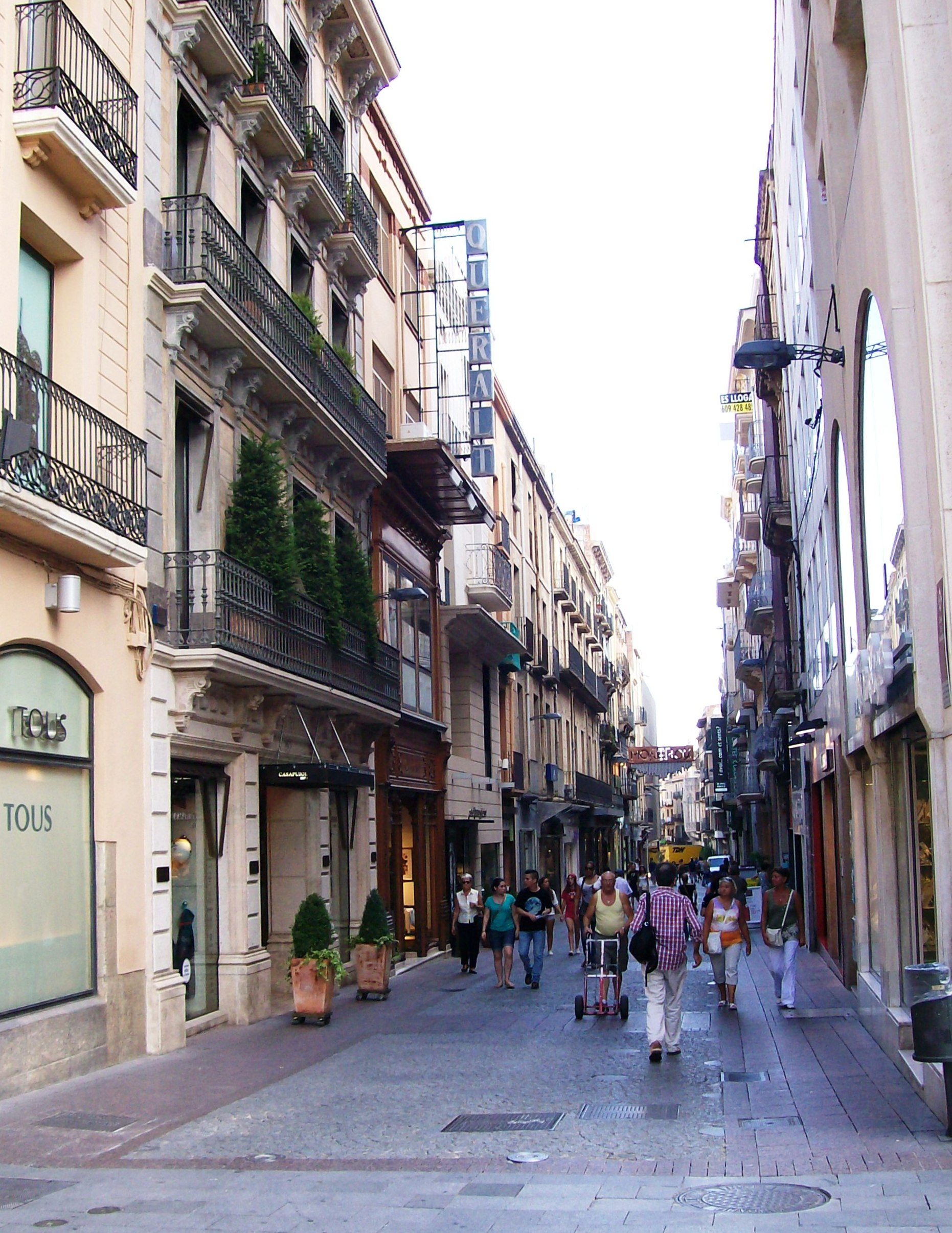
El Carrer de Monterols, situat al nucli antic i que conforma una destacable àrea comercial de la ciutat.

El municipi es troba a una altitud que oscil·la entre els 75 i els 180 msnm.Els seus habitants es diuen reusencs. El seu terreny és generalment pla i només al sector nord s'alcen uns petits turons, que són els darrers contraforts de les muntanyes de Prades. El terme es situa gairebé al centre de la plana del Camp, limitat per les Muntanyes de Prades i la mar Mediterrània.
Confronta al nord amb els municipis de l'Aleixar, Castellvell del Camp, Almoster i la Selva del Camp, a l'oest amb Riudoms i, al Tarragonès, amb Constantí a l'est, amb Tarragona al sud-est, i amb Vila-seca al sud. Cap riu no travessa el terme però en canvi hi ha nombrosos barrancs i rieres, entre els quals cal esmentar els barrancs dels Cinc Ponts, el Roquís, l'Escorial i Pedret i les rieres de la Quadra, l'Abeurada, la Selva, el Molinet i el Pi del Burgar. El petit transvasament de l'Ebre, realitzat el 1989, que aprofita els cabals sobrants dels canals del delta, pal·lia el dèficit que fins ara tenia el municipi a causa de la limitació de recursos del riu de Siurana, el Francolí i el Gaià, i per la sobreexplotació dels aqüífers.
El terme de Reus comprèn la ciutat homònima, cap de municipi i de comarca, i urbanitzacions com el Pinar, que s'estén també vers el veí municipi de Castellvell, Mas del Carpa, Pelai, Sant Joan i Sol-i-vista. El centre de la ciutat és la Plaça de Prim, i el nucli antic és a la zona coneguda com el Tomb de Ravals. Un nucli més modern és dins del perímetre de Riera de Miró, l'avinguda de Sant Jordi, el carrer del Dr. Robert, el Passeig de Mata, el Passeig de Sunyer, la Plaça de les Oques, el Passeig de Prim, la Plaça de la Pastoreta, l'avinguda de La Salle, l'avinguda de Pere el Cerimoniós i la riera d'Aragó. Més enllà d'aquests límits la ciutat es troba en expansió.
L'ajuntament és a la plaça del Mercadal. Els Mossos d'Esquadra es troben al carrer de l'Alfàbrega, a tocar de l'avinguda de Falset; els Jutjats se situen a l'avinguda de Marià Fortuny, prop de la carretera de Montblanc, al costat de l'IES Gabriel Ferrater i Solé i del centre comercial Carrefour, que comparteix edifici amb l'Hotel Ciutat de Reus, i la Policia municipal es troba també a l'avinguda de Marià Fortuny. La Policia Nacional es troba al carrer del General Moragues.
Al centre de la ciutat hi ha diversos pàrquings municipals i d'altres de privats, que es poden trobar en diverses places, passeigs i en el centre comercial del Pallol.

### Clima
El clima de Reus és de tipus mediterrani sec, amb temperatures altes i regulars (la temperatura mitjana anual és de 16,1 °C). Les màximes precipitacions es registren a la tardor, i a l'hivern el vent característic és el mestral, també anomenat serè, (del NW), de força intensitat.
Als mesos hivernals les gelades no són diàries, tot i que en tot l'hivern poden donar-se uns 10 dies. La temperatura mínima registrada va ser de -8.0 °C i es va donar l'11 de febrer de 1983; i la temperatura màxima registrada va ser de 38.0 °C i es va donar el 27 d'agost de 2010. La neu és un fenomen poc habitual, però tot i així la ciutat registra 0.4 dies de neu l'any. Normalment neva cada dos o tres anys, encara que moltes vegades la neu no s'arriba a quedar al terra. L'última nevada que va deixar un gruix considerable va ser al desembre del 2001, uns 5 cm.
| Dades climàtiques a Reus                     | Dades climàtiques a Reus | Dades climàtiques a Reus | Dades climàtiques a Reus | Dades climàtiques a Reus | Dades climàtiques a Reus | Dades climàtiques a Reus | Dades climàtiques a Reus | Dades climàtiques a Reus | Dades climàtiques a Reus | Dades climàtiques a Reus | Dades climàtiques a Reus | Dades climàtiques a Reus | Dades climàtiques a Reus |
| Mes                                          | gen                      | febr                     | març                     | abr                      | maig                     | juny                     | jul                      | ag                       | set                      | oct                      | nov                      | des                      | anual                    |
| -------------------------------------------- | ------------------------ | ------------------------ | ------------------------ | ------------------------ | ------------------------ | ------------------------ | ------------------------ | ------------------------ | ------------------------ | ------------------------ | ------------------------ | ------------------------ | ------------------------ |
| Màxima rècord °C (°F)                        | 24.2 (75.6)              | 25.0 (77)                | 27.7 (81.9)              | 30.2 (86.4)              | 32.8 (91)                | 36.8 (98.2)              | 37.4 (99.3)              | 38.0 (100.4)             | 33.8 (92.8)              | 32.5 (90.5)              | 28.8 (83.8)              | 22.6 (72.7)              | 43.1 (109.6)             |
| Màxima mitjana °C (°F)                       | 14.1 (57.4)              | 14.9 (58.8)              | 17.1 (62.8)              | 19.0 (66.2)              | 22.2 (72)                | 26.3 (79.3)              | 29.3 (84.7)              | 29.4 (84.9)              | 26.3 (79.3)              | 22.3 (72.1)              | 17.5 (63.5)              | 14.6 (58.3)              | 21.1 (70)                |
| Mitjana diària °C (°F)                       | 9.0 (48.2)               | 9.7 (49.5)               | 11.9 (53.4)              | 13.8 (56.8)              | 17.2 (63)                | 21.2 (70.2)              | 24.2 (75.6)              | 24.6 (76.3)              | 21.5 (70.7)              | 17.5 (63.5)              | 12.6 (54.7)              | 9.7 (49.5)               | 16.1 (61)                |
| Mínima mitjana °C (°F)                       | 3.9 (39)                 | 4.5 (40.1)               | 6.6 (43.9)               | 8.6 (47.5)               | 12.1 (53.8)              | 16.1 (61)                | 19.1 (66.4)              | 19.7 (67.5)              | 16.6 (61.9)              | 12.7 (54.9)              | 7.6 (45.7)               | 4.7 (40.5)               | 11.1 (52)                |
| Mínima rècord °C (°F)                        | −7.6 (18.3)              | −8.0 (17.6)              | −5.4 (22.3)              | 1.0 (33.8)               | 3.6 (38.5)               | 7.4 (45.3)               | 10.5 (50.9)              | 10.8 (51.4)              | 5.5 (41.9)               | 0.2 (32.4)               | −4.0 (24.8)              | −7.5 (18.5)              | −8.0 (17.6)              |
| Precipitació mitjana mm (polzades)           | 29 (1.14)                | 28 (1.1)                 | 28 (1.1)                 | 37 (1.46)                | 54 (2.13)                | 25 (0.98)                | 15 (0.59)                | 42 (1.65)                | 77 (3.03)                | 75 (2.95)                | 53 (2.09)                | 36 (1.42)                | 500 (19.69)              |
| Mitjana de dies de precipitació              | 4.0                      | 3.5                      | 3.8                      | 5.0                      | 5.4                      | 3.1                      | 2.0                      | 3.6                      | 5.1                      | 6.0                      | 4.4                      | 4.1                      | 49.8                     |
| Mitjana de dies de neu                       | 0.2                      | 0.1                      | 0.1                      | 0                        | 0                        | 0                        | 0                        | 0                        | 0                        | 0                        | 0                        | 0                        | 0.4                      |
| Humitat relativa mitjana (%)                 | 70                       | 68                       | 67                       | 66                       | 66                       | 63                       | 63                       | 66                       | 70                       | 73                       | 72                       | 72                       | 68                       |
| Mitjana mensual d'hores de sol               | 157                      | 162                      | 197                      | 222                      | 251                      | 274                      | 306                      | 265                      | 209                      | 182                      | 157                      | 145                      | 2.527                    |
| Font #1: amet.es                             |                          |                          |                          |                          |                          |                          |                          |                          |                          |                          |                          |                          |                          |
| Font #2: amet.es (valors extrems, 1920–2015) |                          |                          |                          |                          |                          |                          |                          |                          |                          |                          |                          |                          |                          |

## Demografia
Des de 1950 ha sofert un fort creixement passant de 35.000 habitants als 100.000 actuals (el límit dels cent mil va ser sobrepassat l'any 2004). Els immigrants, sobretot del Marroc, han fet créixer la població. Els estrangers ja representen el 8% del reusencs.
El gentilici dels seus ciutadans és reusenc, tot i que popularment són coneguts com a ganxets.
| 1497 f | 1515 f | 1553 f | 1717  | 1787   | 1857   | 1877   | 1887   | 1900   | 1910   |
| ------ | ------ | ------ | ----- | ------ | ------ | ------ | ------ | ------ | ------ |
| 354    | 454    | 545    | 2.056 | 14.514 | 28.171 | 27.595 | 28.780 | 26.681 | 25.363 |

| 1920   | 1930   | 1940   | 1950   | 1960   | 1970   | 1981   | 1990   | 1992   | 1994   |
| ------ | ------ | ------ | ------ | ------ | ------ | ------ | ------ | ------ | ------ |
| 30.266 | 31.299 | 32.285 | 35.950 | 41.014 | 59.095 | 80.710 | 86.407 | 88.215 | 88.215 |

| 1996   | 1998   | 2000   | 2002   | 2004   | 2006    | 2008    | 2010    | 2012    | 2014    |
| ------ | ------ | ------ | ------ | ------ | ------- | ------- | ------- | ------- | ------- |
| 90.993 | 89.034 | 89.179 | 91.616 | 96.642 | 101.767 | 107.770 | 106.622 | 107.211 | 104.962 |

| 2016    | 2018    | 2020    | 2022    | 2024    | 2026 | 2028 | 2030 | 2032 | 2034 |
| ------- | ------- | ------- | ------- | ------- | ---- | ---- | ---- | ---- | ---- |
| 103.615 | 103.477 | 106.168 | 106.741 | 109.930 | -    | -    | -    | -    | -    |

## Política
De les eleccions democràtiques de 1979 a les del 2011, l'ajuntament de Reus va ser governat pels socialistes. El 2011, però, hi va haver un canvi i el partit guanyador va ser Convergència i Unió, amb la investidura de l'alcalde Carles Pellicer i Punyed.
En les eleccions municipals de 2015 la participació a Reus va ser de 39.157 vots (55,33%), 405 dels quals van ser vots nuls (1,03%) i 609 en blanc (1,57%). S'escolliren un total de 37 regidors, el mateix nombre que en les eleccions del 2011. Revalidà la batllia el convergent Carles Pellicer i Punyed.
En el referèndum sobre la independència de l'1 d'octubre, segons dades de la Generalitat, van votar a 25.715 persones (al voltant del 36% de la població). Els resultats van ser de 23.521 vots a favor de la independència (91.5%), 1.659 en contra (6.5%) i 415 en blanc (1.6%). Hi va haver 120 vots nuls.

Cal assenyalar que, a causa de les incidències a la xarxa que existien en tots els centres de votació, així com les agressions policials a algunes localitats properes, algunes persones van fer ús del cens universal. D'aquesta manera, entre els vots hi ha votants registrats que no eren de la ciutat, mentre que alguns reusencs van votar fora de la seva ciutat. 
| Candidatura | Candidatura                                                            | Cap de llista            | Vots   | Regidors | % vots |
| ----------- | ---------------------------------------------------------------------- | ------------------------ | ------ | -------- | ------ |
|             | Junts per Reus (JxCat-JUNTS)                                           | Carles Pellicer i Punyed | 9.643  | 7        | 22,24% |
|             | Esquerra Republicana de Catalunya - Acord Municipal (ERC-AM)           | Noemí Llauradó i Sans    | 7,434  | 6        | 17,15% |
|             | Partit dels Socialistes de Catalunya - Candidatura de progrés (PSC-CP) | Andreu Martín i Martínez | 7.328  | 6        | 16,90% |
|             | Ciutadans - Partido de la Ciudadanía (Cs)                              | Débora García i Cámara   | 4.624  | 3        | 10,67% |
|             | Candidatura d'Unitat Popular - Alternativa municipalista (CUP-AMUNT)   | Marta Llorens i Pérez    | 3.760  | 3        | 8,67%  |
|             | Ara Reus (A)                                                           | Daniel Rubio i Angosto   | 2.793  | 2        | 6,44%  |
|             | Altres                                                                 | -                        | 7.476  | -        | 17,24% |
| Total       | Total                                                                  | 43.058                   | 43.058 | 27       | 100 %  |

### Llista d'alcaldes de Reus
El primer alcalde de Reus des que se'n té documentació va ser Pere Puig, investit l'any 1719 amb l'aplicació dels Decrets de Nova Planta. Amb el retorn de la democràcia a Espanya al final de la dictadura franquista, se celebraren les primeres eleccions municipals al municipi, guanyades pel socialista Carles Martí Massagué. Des d'aleshores hi ha hagut 6 alcaldes:
| Període     | Alcalde o alcaldessa      | Partit polític   | Data de possessió | Observacions |
| ----------- | ------------------------- | ---------------- | ----------------- | ------------ |
| 1979–1983   | Carles Martí Massagué     | Logotip del PSC  | 19/04/1979        | --           |
| 1983–1987   | Anton Borrell Marcó       | Logotip del PSC  | 28/05/1983        | --           |
| 1987–1991   | Josep Abelló Padró        | Logotip del PSC  | 30/06/1987        | --           |
| 1991–1995   | Josep Abelló Padró        | Logotip del PSC  | 15/06/1991        | --           |
| 1995–1999   | Josep Abelló Padró        | Logotip del PSC  | 17/06/1995        | --           |
| 1999–2003   | Lluís Miquel Pérez Segura | Logotip del PSC  | 03/07/1999        | --           |
| 2003–2007   | Lluís Miquel Pérez Segura | Logotip del PSC  | 14/06/2003        | --           |
| 2007–2011   | Lluís Miquel Pérez Segura | Logotip del PSC  | 16/06/2007        | --           |
| 2011–2015   | Carles Pellicer i Punyed  | Logotip de CiU   | 11/06/2011        | --           |
| 2015–2019   | Carles Pellicer i Punyed  | Logotip de CiU   | 13/06/2015        | --           |
| 2019-2023   | Carles Pellicer i Punyed  | Logotip de JxCAT | 15/06/2019        | --           |
| Des de 2023 | Sandra Guaita Esteruelas  | Logotip del PSC  | 17/06/2023        | --           |

## Districtes i barris
| Entitat de població | Habitants (2023) |
| Reus                | 106.462          |
| el Pinar            | 530              |
| Pelai               | 514              |
| Sol-i-vista         | 509              |
| Sant Joan           | 277              |
| Mas del Carpa       | 187              |
| Font: Idescat       |                  |

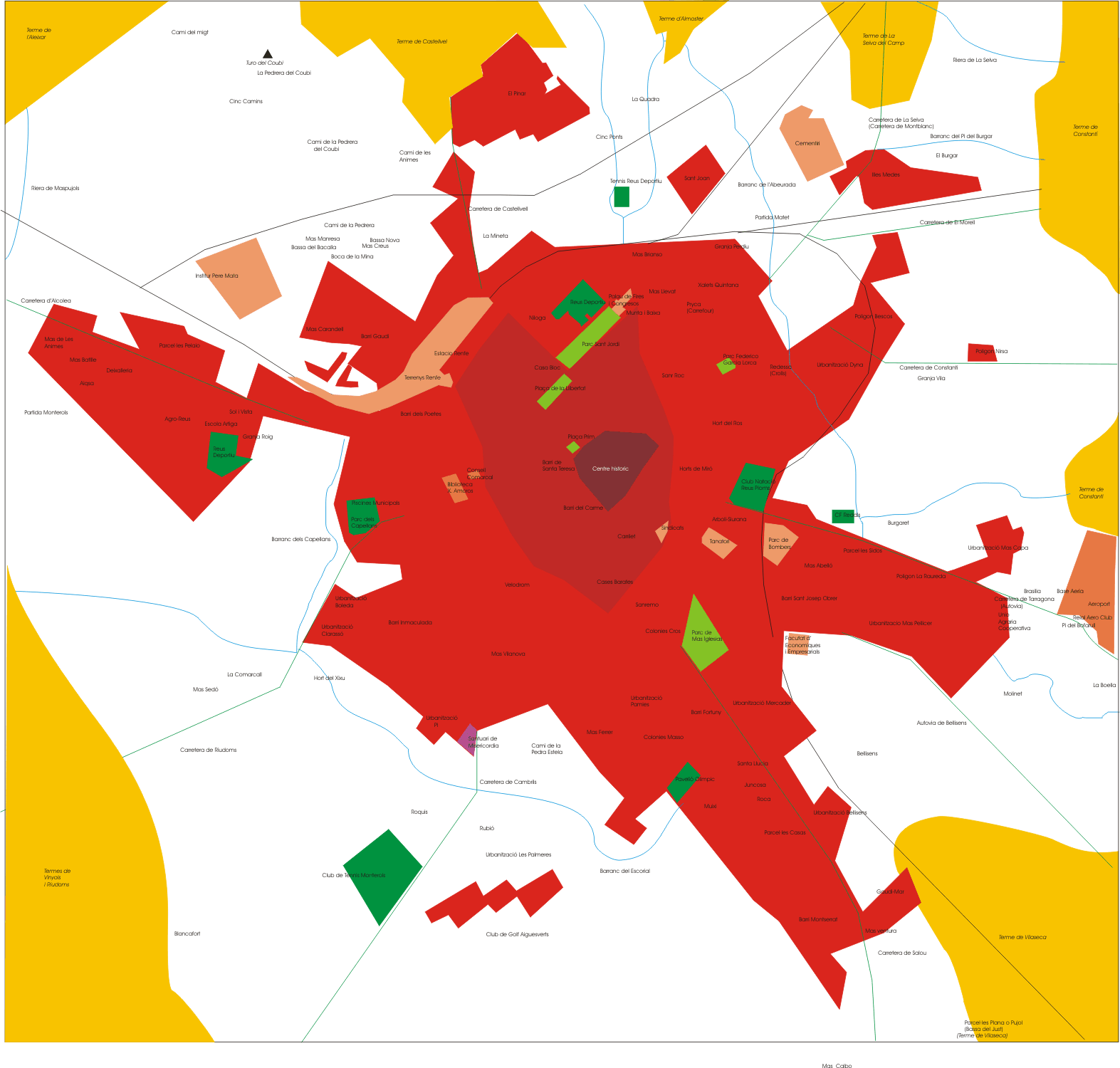
Ubicacions dels llocs principals de Reus

- Les Cases Barates, grup de cases unifamiliars de baix preu, amb un jardí minúscul, construïdes per l'Instituto Nacional de la Vivienda cap al 1945, avui ja diluïdes dins el nucli urbà, a l'est, entre el camí de Salou i el barranc de l'Escorial, al descampat conegut pel Camp perdut o Hort de la Tia. La barriada es va eixamplar més avall de les Cases Barates, en direcció a Salou, on es van crear les anomenades Colònies Cros, en terrenys del mas del Paco Cros, un mestre progressista, i entre ambdues la zona coneguda per Sanremo, pel nom d'un antic restaurant. Actualment es desenvolupa urbanísticament la zona de Mas Iglesias, a l'altra part de la carretera de Salou, amb un gran parc.[5]
- Sol-i-vista, situat a l'esquerra de la Carretera d'Alcolea, a la vora del Barranc del Mas de Gassot. Es va iniciar als anys seixanta per recollir l'emigració andalusa amb edificacions auto construïdes. Les primeres cases eren senzilles i edificades seguint el model andalús, pintades de blanc amb calç. Més tard es va anar millorant, i en quedar ja molt proper a la ciutat es van començar a construir xalets d'una certa qualitat. Quasi davant, a l'altre costat de Carretera, es va desenvolupar el grup Pelai. A un centenar de metres al nord es troba el Polígon Industrial Agro-Reus, i al sud el Barri de la Immaculada.[6]
- Barri Fortuny, blocs també de l'Instituto Nacional de la Vivienda, de construcció modesta, després gestionat per ADIGSA. Al seu davant les Parcel·les Mercader, o Urbanització Mercader, a les terres del Mas del Jordi, desenvolupades recentment en terrenys que eren del Sr. Mercader. A tocar de la Carretera de Reus a Salou.
- Barri Juroca, barri a tocar amb l'anterior format per la unió del grup Roca amb els Blocs Juncosa-Cabello i els Blocs de la Cooperativa de Santa Llúcia. El senyor Juncosa va ser un destacat jugador de l'Atlètic de Madrid i més tard entrenador entre altres equips del Còrdova. Destaca del barri l'edifici de Santa Llúcia, el més alt del sud de Reus amb 11 plantes i amb molts habitatges en diferents portals dins d'aquest edifici. Al costat de la carretera de Reus a Salou.
- Barri de Sant Josep Obrer, habitat per famílies immigrades i densament poblat. Ocupa l'espai comprès entre la riera del Molinet i la drecereta del Gas. Actualment la zona s'ha ampliat amb la urbanització dels terrenys del Mas del Pellicer i els de l'antic Mas de l'Abelló. Al nord de la urbanització hi ha el tanatori municipal, el parc de bombers, i, enfront, les instal·lacions del Club Natació Reus Ploms. Està a tocar de la carretera de Reus a Tarragona. Continuen la zona, les parcel·les Sidós i el Polígon de la Raureda, amb sortida a l'autovia de Bellissens.
- Els Xalets Quintana, una petita barriada de cases unifamiliars amb jardí, al nord de la ciutat, entre l'Ermita del Roser, la carretera de Montblanc i el barranc dels Gossos. Edificat a partir de 1923-1924, pel senyor Quintana, sastre de professió, en uns terrenys de vinya i garrofers de la seva propietat que en va iniciar la parcel·lació,[5] va anar quedant incorporada a la ciutat i en va augmentar el valor i el nivell de les edificacions i dels que hi viuen. El seu accés antic era un petit pont metàl·lic d'un metre d'ample que travessava una barrancada, i per l'altre costat una sortida de 3 metres al costat de la presó local.
- Barri de Sant Joan, parcel·les abans anomenades Parcel·les Pàmies, nom de l'amo dels terrenys, per classe mitjana. Fins fa pocs anys quedaven tancades per la via del tren, però avui l'accés per la barrera s'ha tancat i s'ha obert un nou accés que dona a la ciutat, passant per sota la via.
- Barri de la Mineta, edificacions (cases adossades i blocs de pisos) sorgides principalment als últims anys. Delimita, a l'oest, amb el passeig de la Boca de la Mina (lloc típic local amb una font, al costat dels dipòsits d'aigua de la ciutat i de les basses Nova i del Bacallà), al nord amb la urbanització El Pinar, a l'est amb la urbanització de Sant Joan i al sud amb la via del tren que va de Tarragona a l'estació de Reus.
- Barri Gaudí, barri de concepció postmodernista, dissenyat per Ricard Bofill amb blocs multicolors (cada bloc identificat pel nom del color en què està pintat), que havia entrat en degradació que ara sembla aturada per la urbanització de l'entorn més proper i la construcció de molts unifamiliars. Situat al sud del Passeig de la Boca de la Mina, en terres del mas de Bover, honora la memòria d'Antoni Gaudí. Al costat del barri passa la via del tren. Al barri Gaudí es troba la zona de Mas Carandell amb l'escola taller d'aprenentatge d'oficis.
- Barri de la Immaculada, barriada sorgida a la carretera de Riudoms cap a l'any 1930 quan es va començar a parcel·lar una part del mas del Romà Sardà. En aquella època les parcel·les les compraven la gent de Reus i eren més aviat hortets per a entretenir-se els dies de festa. El poblament massiu hi va arribar els anys 1945-1950 al recollir l'emigració andalusa i extremenya amb edificacions auto-construïdes. Actualment el barri ha quedat quasi integrat a la ciutat durant els darrers anys, quan s'expandeix Reus cap aquesta zona i sobretot després de la construcció propera de les Piscines Municipals. Té com annexes les urbanitzacions de Clarassó i de Boleda, al sumar-se als antics terrenys el mas del Clarassó, el de l'Eudald Gebellí i els masos de Boleda i Mas Petit. Ara, en conjunt, és una barriada endreçada, emmarcada per la carretera de Riudoms, el barranc de Pedret, el camí Vell de Riudoms, la granja Artiga, i al nord, els masos de Rovellat, de l'Edelmir i del Llauradó. Té un accés per l'avinguda de Misericòrdia i un altre per la carretera de Riudoms.[5]
- Barri de les Clarisses, aquest és un barri recuperat el 2015 amb el nom de "A.A.V.V. El Santuari de Reus". Està situat al costat del Barri de la Immaculada. Al passat, el territori d'aquest barri estigué ple de camps de conreu, separats pel Passeig de Misericòrdia. I no fou fins als finals dels anys 80, que va començar a ser edificat. El nom de «Les Clarisses» és degut al convent de Santa Clara, situat als afores del barri i de la ciutat. La seva festa major és a principis d'octubre degut a la celebració de la coronació de la Mare de Déu de Misericòrdia.[7]
- Barri Horts de Miró, s'emplaça, i pren el nom dels antigament els anomenats horts de Miró, ocupaven una gran extensió de terreny entre la riera de Miró, el camí de Valls i el carrer de l'Aigua Nova. Inicialment en devien formar part l'hort del Ros i el del Pintat, que després van agafar personalitat independent. A la segona meitat del s. XVIII, la propietat era compartida per diverses branques de la família Miró. I és a partir dels 70 que comencen a quedar afectats per l'expansió urbana del nucli de la ciutat.

Dins mateix de la ciutat encara resten alguns vestigis de l'estructura de barri a la zona de Sant Roc, Santa Teresa i el Carme, i també al barri dels Poetes, on hi havia el «Reus Deportiu Vell». Als anys cinquanta es va crear el grup anomenat Casa Bloc, que van ser les primeres cases en propietat horitzontal. Després, als seixanta, va sorgir no lluny el Barri Niloga, amb edificis de fins a 10 pisos. Algunes barriades sorgides els anys setanta són, el Barri del Carrilet i la zona d'Horts de Miró, i més moderna és la zona dels Capellans (amb el parc i les piscines), la del Velòdrom i la de l'Hort del Ros.

## Història

### Els inicis de Reus
Cap al 1150 el normand Robert d'Aguiló va repoblar la regió, essent la primera prova documental un esment a una partició de límits amb Siurana del 1151 i la donació de Robert d'Aguiló el 3 de juny de 1154 a favor de l'església de Sant Fructuós com alou perpetu. El 5 de juny de 1154 l'arquebisbe de Tarragona va donar dos terços de Reus en feu a Bertran de Castellet, com a castlà, amb l'encàrrec de construir una església depenent de l'Arquebisbat. El 29 de juny de 1159, en el repartiment de rendes de béns eclesiàstics, el terç de Reus amb la seva parròquia de Santa Maria fou atorgat al canonge cambrer, iniciant-se així la duplicitat de la senyoria en la qual el cambrer tenia un terç i a més l'alta i baixa jurisdicció i el mer i mixt imperi. Llavors la ciutat s'esmentava als documents en llatí com Redis o Reddis. El castlà Bernat de Bell-lloc va donar carta de població el 3 d'agost de 1183, donant la propietat de les cases i horts, establint un cens a pagar per les terres de conreu i reservant-se la justícia, reconeixent però el seu vassallatge envers l'arquebisbat de Tarragona. El 2 de juny de 1186 el cambrer Joan de Sant Boi va donar una carta de franquesa, confirmant la del castlà. El cambrer va rebre la senyoria directa el 25 d'abril de 1203 de mans de l'Arquebisbe.

### Cambrers, arquebisbes de Tarragona i Papes

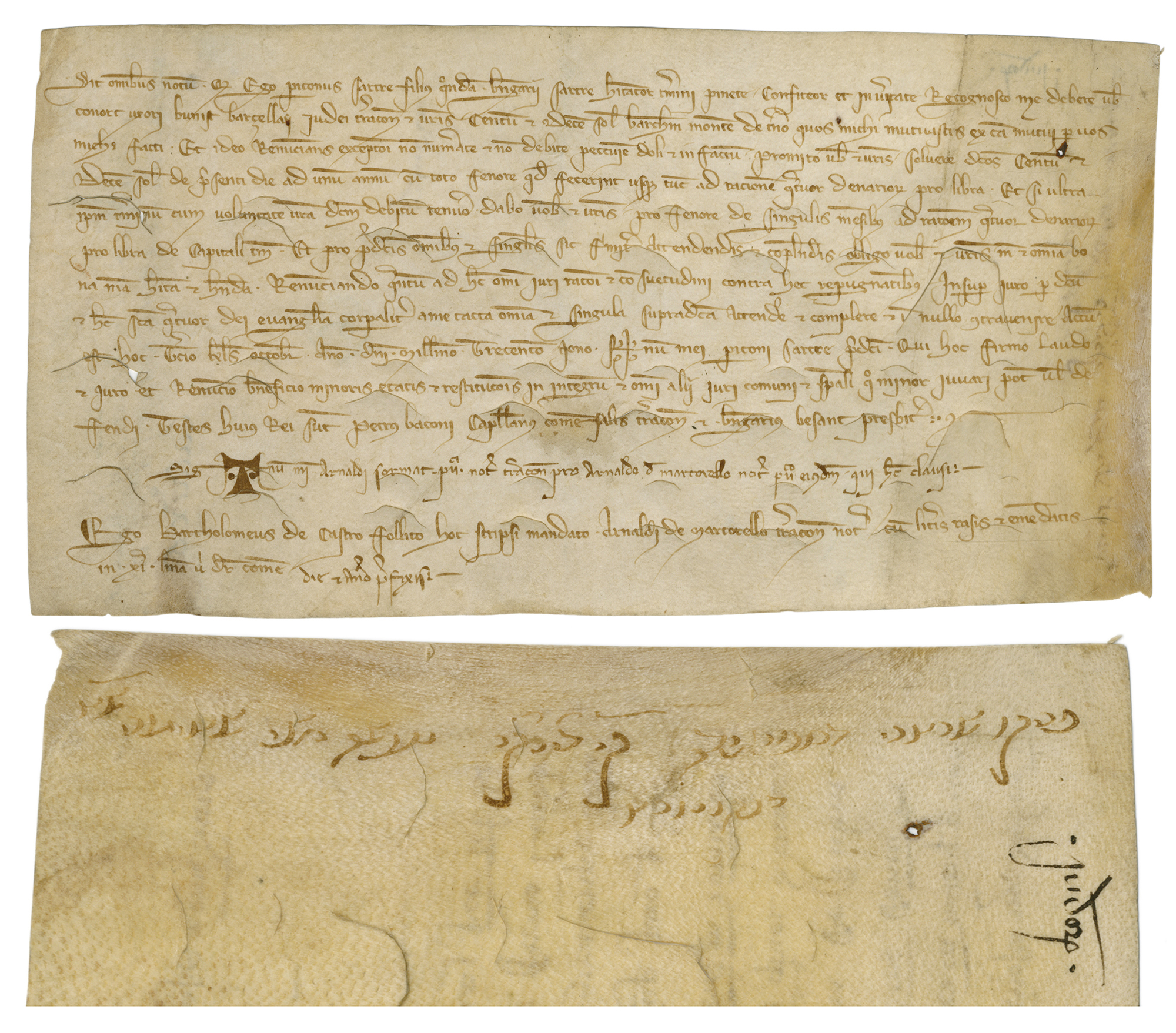
Pergamí aljamiat. Obligació de Pericó Sartre, del terme de la Pineda, 1309, conservat a l'Arxiu Comarcal del Baix Camp

L'administració del Cambrer, del que depenia el castlà, es complementava amb dos batlles, tres jurats i 30 consellers (i el consell de cent per assumptes d'importància). El 1305 Reus es va revoltar contra l'arquebisbe Rodrigo de Tello que volia fer pagar als ciutadans de Reus i altres pobles la reconstrucció de les muralles de Tarragona. Això fou l'embrió de la Comuna del Camp. El 1309 el rei Jaume II va donar a la vila, a petició del castlà Simó de Bell-lloc, el dret de fer mercat els dilluns, i la successora i actual gestora del tradicional Mercat del Dilluns és la Llotja de Reus, els locals actuals de la qual varen ser inaugurats el 1972. El 1327 es va extingir la dinastia de castlans dels Bell-lloc i va passar a Bernat de Cabrera que el 1335 la va vendre a Pere Mulet que la va perdre per deutes el 1345, embargant-la Joan de Savall, batlle del cambrer Gozzio Battaglia a favor de Joan de Manresa. Els hereus de Joan de Manresa van vendre els seus drets al tarragoní Bernat d'Olzinelles el 1349. El cambrer Pere Roger de Belfort va disputar el domini amb l'arquebisbe López de Ayerbe, el qual va enviar un exèrcit que va delmar la ciutat. Un segon atac va ser rebutjat i els atacants empaitats fins a La Selva del Camp on es van fer forts i els reusencs no van poder entrar. Un tercer atac portà a l'ocupació militar de la ciutat que fou saquejada. El cambrer Pere Roger de Belfort, nebot de Climent VI, que llavors vivia a Avinyó amb el seu oncle, va convèncer el Papa de cridar a l'arquebisbe, i el pontífex va obtenir un compromís de pau. Pere Roger va donar una de les roses del seu blasó a la ciutat com escut i més tard fou nomenat Papa amb el nom de Gregori XI, mantenint-se com a senyor de Reus, per la qual cosa l'escut va ser coronat amb la tiara pontifícia i adornat amb les claus de Sant Pere. El 1380 Reus i el cambrer Bernat Despujol van combatre altre cop amb l'arquebisbe; alguns actes van produir represàlies però Reus va comprar el perdó reial el 1393. El castlà Joan d'Olzinelles va perdre el domini per deutes, que va sortir a subhasta el 1397 i el va comprar el cambrer Pere de Luna (Benet XIII d'Avinyó) unificant-se així ambdues senyories.

### Guerra dels Segadors i l'Arxiduc Carles
Al començament de la guerra dels Segadors Reus tenia 1200 cases habitades però es reduïren a 800 al final de la guerra. El 16 de desembre de 1640 fou declarada enemiga de la pàtria per les Corts i els béns dels seus habitants confiscats, com a resposta a la no participació activa en la guerra. El 1641 va ser ocupada pel francès La Mothe, i el banquer Pere Mancha va comprar el fet de no ser saquejada. Els soldats francesos es comportaren com a ocupants, saquejant la ciutat i cometent abusos, i Reus es va entregar als castellans el gener de 1642.
Reus va ser fidel a Felip V de Castella fins al 1705, però aquest any, amb la col·laboració de Joan Nebot, es va revoltar en favor de l'arxiduc Carles. El 3 de juliol de 1706 l'arxiduc va venir a la ciutat. El 1707 caigué en mans dels borbònics breument i el 1709 es va rendir als castellans i francesos. El 1710 va tornar al camp de l'arxiduc. El 5 de juny de 1712 la muller de l'arxiduc, Elisabet Cristina, va donar a Reus el títol de Ciutat imperial i atenta. El 1713 va ser ocupada pels borbònics, però el 1714, quan es van demanar voluntaris per al sometent filipista, no s'hi va presentar ni un sol ciutadà. El 1719 va entrar per dues vegades a la ciutat el guerriller de Capçanes Pere Joan Barceló, el Carrasclet, fidel a l'arxiduc.

### Creixement delseglexviii
Al segle xviii Reus tingué un creixement espectacular i arriba a ser la segona ciutat del principat. Les muralles es van començar a enderrocar abans del 1728 i l'enderroc es va completar el 1766. Es desenvolupa el comerç tèxtil i el de l'aiguardent. D'aquest darrer era el primer centre de cotització, essent els altres París i Londres, d'on la dita de "Reus, París i Londres". La construcció d'un canal entre Reus i Salou, proposada per Pere Sunyer va ser concedida el 1805, però ja no es va portar a bon terme a causa de l'esclat de la Guerra del Francès i la confiscació per la Junta del Principat dels fons recollits per l'obra (per destinar-los a la guerra). En aquest temps Reus tenia consolats dels Estats Units, Ligúria, Anglaterra, Països Baixos, Suècia, Ragusa, Dinamarca, Sicília, Estats Pontificis, França, Portugal, Nàpols i Prússia.

### La Guerra del Francès, elseglexixi el General Prim
Després de la batalla de Valls, el 26 de febrer de 1809 les tropes franceses entraren a Reus, que formà part del departament de Boques de l'Ebre, com a part de França a la que Catalunya havia estat annexionada. Els francesos van sortir de Reus el 1814. El 1817 Reus va donar suport a l'aixecament liberal del general Lacy i el 1820 al pronunciament de Riego. El 7 de novembre de 1823 torna a ser ocupada pels francesos, els Cent Mil Fills de Sant Lluís. El 1837 la milícia reusenca es va revoltar i va proclamar la constitució Espanyola de 1812. El 1843 es van pronunciar a Reus Joan Prim i Milans del Bosch i la ciutat fou bombardejada pel general Zurbano fins que va parar a precs d'un grup de reusencs on hi havia també Maria Rosa Molas Vallvé. Al triomfar el moviment, amb el qual el poble no hi estava totalment d'acord, Reus va rebre el títol de ciutat i Prim el de comte de Reus. El 1854 va donar suport a la Vicalvarada i el 1856 va intentar resistir a la caiguda del govern sorgit d'aquells fets. El 1868 Reus va adherir amb entusiasme a la Revolució de setembre de Prim. A les eleccions van passar a ser molt majoritaris els federals. El 1872 el general carlí Joan Francesch i Serret va entrar a Reus per poc temps i va morir a la lluita. El 1873 la República va ser rebuda amb entusiasme. Amb la restauració, els autonomistes i republicans comencen a dominar a les eleccions. El 1884 es va crear l'Associació Catalanista de Reus a la seu de la qual es va celebrar el 1893 l'assemblea de la Unió Catalanista. Pau Font de Rubinat va fundar el 1886 el diari catalanista Lo Somatent. El 1856 es va inaugurar el ferrocarril de Reus a Tarragona, impulsat per Josep Parellada. El 1854 es crea la companyia Gas Reusense per a la il·luminació de la ciutat, i el 1863 el Banc de Reus. El 1895 va aparèixer al terme la fil·loxera que va matar les vinyes i va donar pas al cultiu majoritari de l'avellana. El 1897 es funda una companyia elèctrica (Electra Reusense).

### La república i la dictadura de Franco

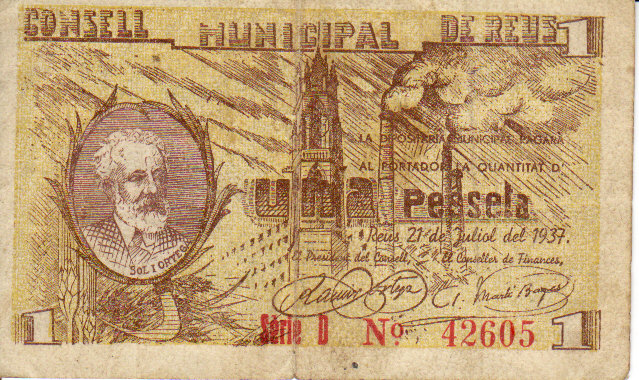
Billet del Consell Municipal de Reus, de 1937.

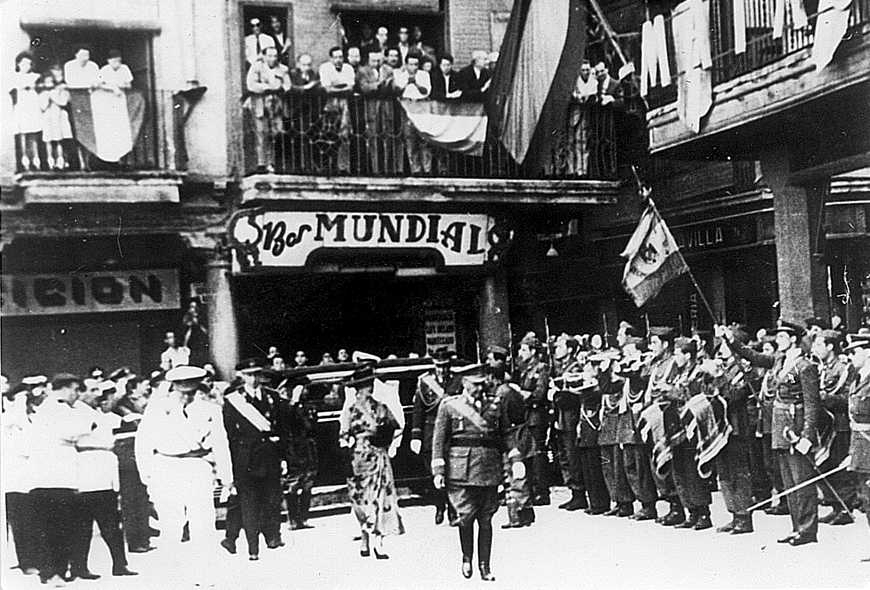
Visita de Franco a Reus el 1940

El 1931 va votar per la República, i Evarist Fàbregas la proclamà des del balcó de l'Ajuntament. Els anys 1937 i 1938 fou bombardejada pel bàndol franquista. Els rebels varen ocupar la ciutat el 15 de gener de 1939. La ciutat va romandre controlada pel règim franquista. El penúltim batlle franquista fou Francesc Llevat, fins al 1977, quan va arribar a l'alcaldia Miquel Colàs Piquer, un industrial independent proper al règim però obert als nous corrents.

### Anys recents
El primer alcalde democràtic fou el socialista Carles Martí Massagué, advocat de Reus. El va seguir el 1983 Anton Borrell Marcó que va morir tràgicament en accident de cotxe a la Carretera de Cambrils; el seu successor fou Juan Maria Roig però discrepàncies amb el partit van fer que fos apartat l'endemà essent nomenat Josep Abelló Padró. Aquest va retirar-se el 1999 i va ocupar el càrrec l'alcalde Lluís Miquel Pérez Segura, fins que fou substituït per Carles Pellicer, de Convergència i Unió. El 2011 es va destapar el Cas Innova de presumpta corrupció política, amb epicentre al hòlding municipal de l'Ajuntament de Reus, Innova.

## Etimologia
L'origen del nom de la ciutat és discutit. Per a alguns es tracta d'una derivació de la paraula llatina que designava els presoners, i doncs es tractaria, a l'origen, d'un establiment penitenciari romà. Actualment la tesi més acceptada és que el seu nom té origen celta. L'arrel red-, "viatjar" i d'on derivaria un celtisme per a camí, originà el nom redis (o reddis), amb sufix llatí nominatiu -is; nom usat en documents del segle xii, que seria equivalent a un lloc "en els camins", és a dir, un punt habitat en un encreuament de camins, cosa que encara és avui dia. Formaria part, per tant, d'una serie de topònims derivats del celtisme per a camí (ve)reda: Abrera, Breda, Brea, Viabrea, Rasés (Pagus Redensis>Rasés) i tants altres llocs occitans.

## Hidrografia
Els principals barrancs són el de l'Abeurada, Cinc Ponts, Roquís, la Boella, Escorial i Pedret i les Rieres de la Quadra (que ve del terme d'Almoster), de la Selva, de Maspujols i del Pi del Burgar.

## Festes

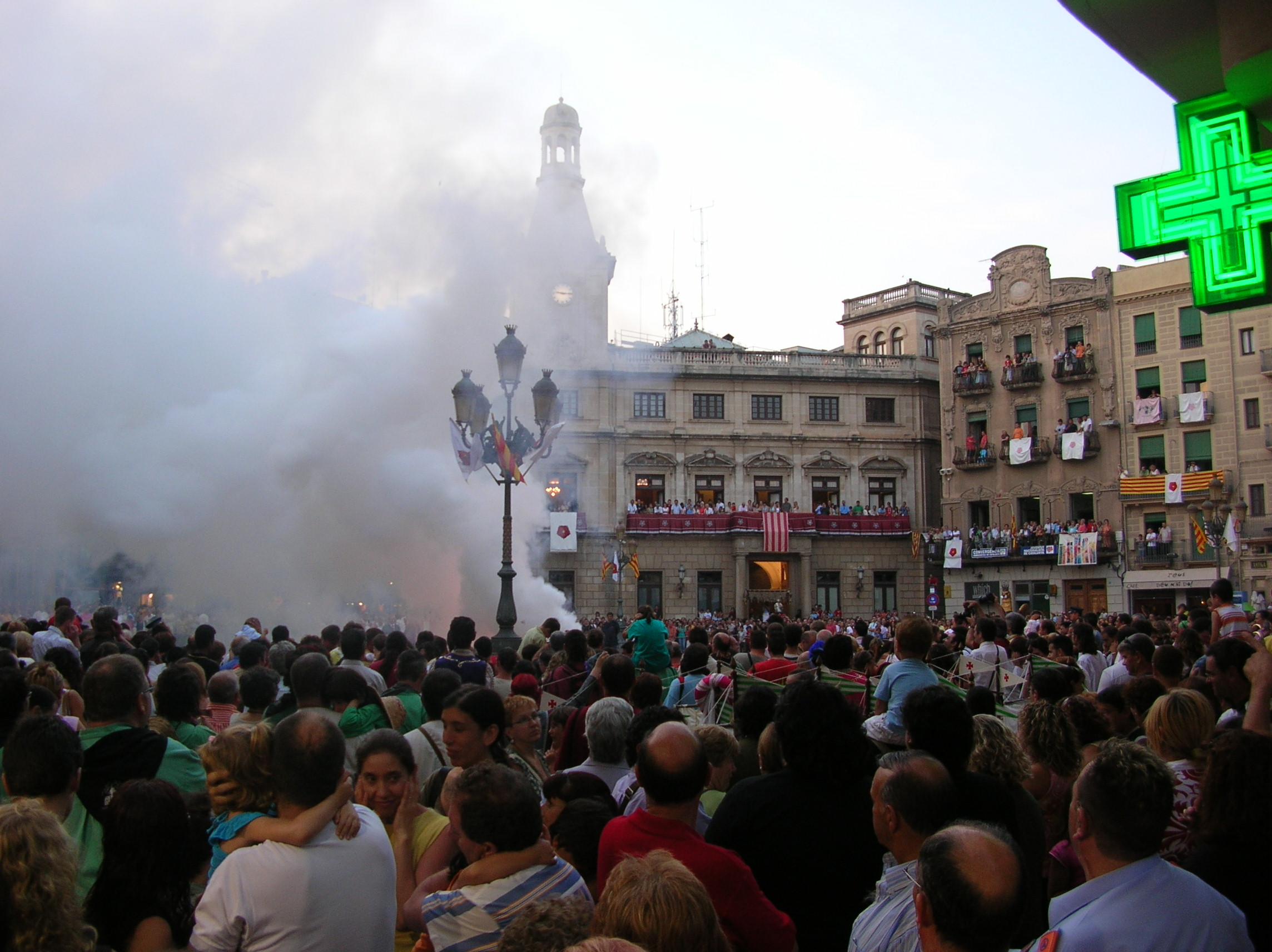
La tronada de Reus, durant la Festa Major de Reus

La Festa Major de Reus es divideix en dos dates principals dels patrons de la ciutat:
- Sant Pere 29 de juny: Les festes comencen amb el pregó el dia de Sant Joan, el 24 de juny on es realitzen des del 1999 les Barraques de Reus, actualment ubicades al Parc de la Festa. Aquestes són quatre dies de música en directe i gratuïta. Els actes principals de la festa són el 28 i 29 de Juny. El dia 28 al vespre se celebren les completes, on tots els grups acompanyen al consistori, des de l'Ajuntament fins a la Prioral de Sant Pere. Posteriorment retornen i fan l'encesa de la tronada. El dia 29 al matí, a la Plaça del Mercadal els grups festius fan una exhibició dels seus balls. Al vespre es fa la processó, en què participen els grups festius i la imatge del Sant. En arribar la imatge a la porta de l'Ajuntament, s'encén la darrera tronada de la festa. Un cop acabada la processó, els grups tornen a la plaça per fer els últims balls. Altres actes de la festa són: el sopar del Bou i arròs, les cercaviles, la Ruta del Masclet, altres concerts gratuïts o el canó de les festes. Per acabar la festa i a principis de juliol es realitza el festival Reggus, un festival de música reggae i ska iniciat el 1993.
- Misericòrdia 25 de setembre: Els actes principals de la festa se centren en la vigília en què se celebra la baixada de torxes fins al Santuari. El dia 25 al matí es fa la baixada al Santuari dels grups festius al mateix temps que l'arquebisbe fa una missa a l'exterior de l'ermita. A la tarda hi ha la tradicional baixada del ball de diables, on després de la solemne ballada de l'Àliga a l'interior del Santuari fan la carretillada final de festa. Un cop cada 25 anys es fan les festes de la coronació de la Mare de Déu de Misericòrdia, moment en què la imatge surt en processó fins a la Prioral de Sant Pere acompanyada dels grups festius. Aquell dia es llença excepcionalment una tronada. El mateix passa unes dues setmanes més tard, quan la imatge torna al seu Santuari.
- l’any 1993, Reus celebra els dies 10, 11 i 12 de setembre la IX Ciutat Gegantera de Catalunya.[12]
- L’any 2017 Reus celebra els dies 12, 13, 14 i 15 d’octubre el Congrés i Trobada Internacional de Gegants i Imatgeria Festiva

Altres festes destacades són: 

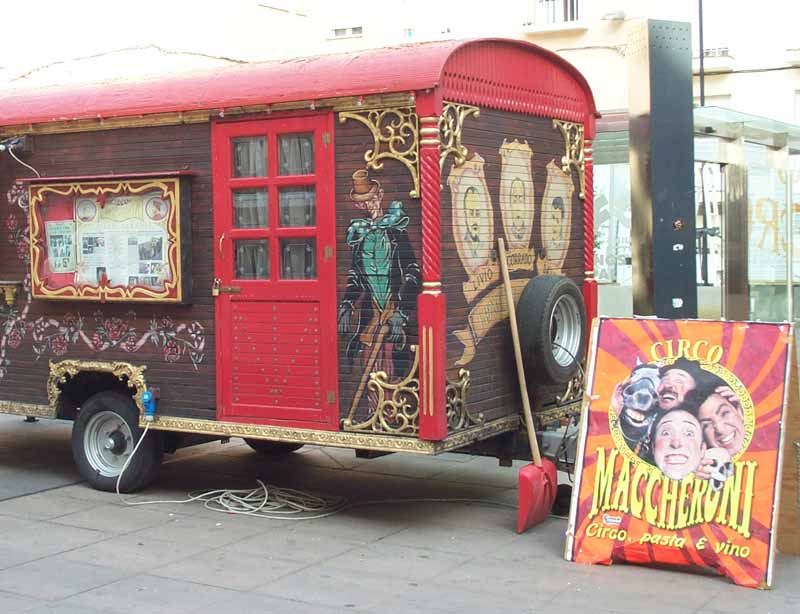
Festival de Circ Trapezi a la ciutat de Reus

- Carnaval (febrer): Cercavila durant el cap de setmana pels carrers de la ciutat, actualment pel Passeig de Prim.
- Diada de Sant Jordi (23 d'abril)
- Trapezi (La segona quinzena de maig): la Fira del Circ de Catalunya, festival internacional de circ en diferents espais de Reus, des de places, carrers, teatres, etc. activitats públiques, i algunes pagant.
- La Revetlla de Sant Joan (23 de juny)
- La Festa de l'anada a l'antiga a Salou
- La Diada Nacional de Catalunya (11 de setembre).
- Les Tres Gràcies de Reus és el nom que rep una processó celebrada per Setmana Santa, que forma part del Catàleg del Patrimoni Festiu de Catalunya.

A més, molts barris de la ciutat tenen la seva pròpia festa.

## Cuina i productes típics

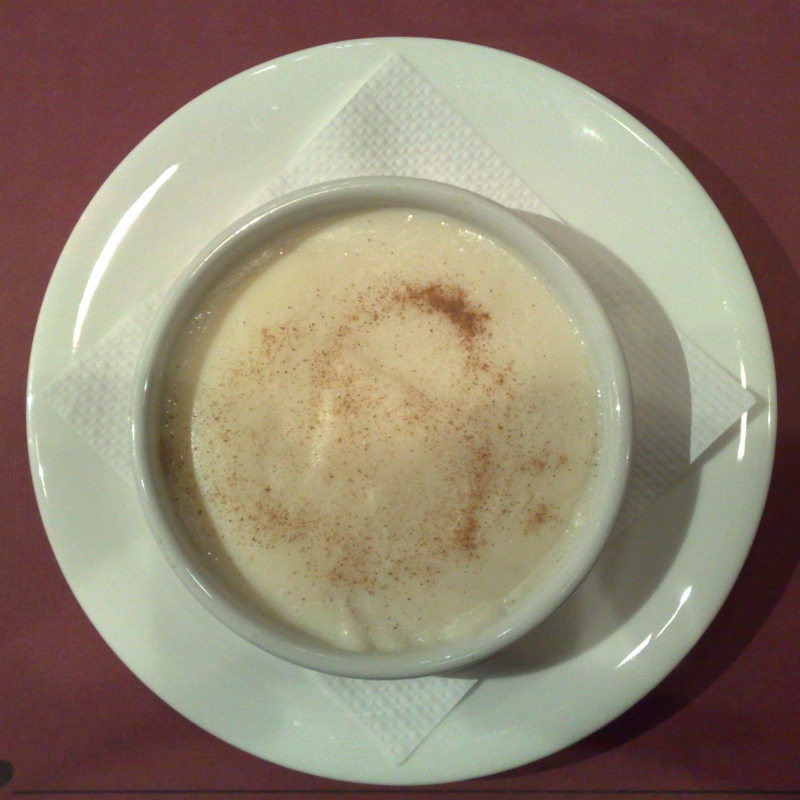
Menjablanc de Reus

Un dels productes agrícoles més importants de la ciutat és l'Avellana de Reus. Aquesta avellana es produeix en els camps de la ciutat i els pobles veïns sota les normes de la denominació d'origen amb seu a la ciutat de Reus.
Un altre producte destacat de la zona és l'oli de la denominació d'origen Oli de Siurana que comprèn les comarques del Baix Camp, el Priorat, la Ribera d'Ebre, el Tarragonès, l'Alt Camp, el Baix Penedès i la Conca de Barberà, tenint la seu del consell regulador a la ciutat de Reus.
Els vins produïts al terme de Reus es troben sota la denominació d'origen Tarragona.

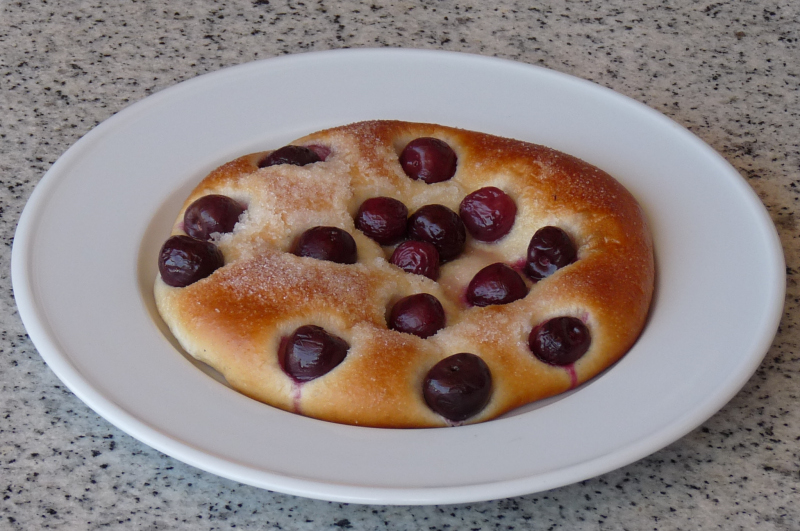
Coca amb cireres

Les begudes típiques de la ciutat són:
- el Plim, una beguda refrescant amb gust de plàtan inventada i produïda a Reus.
- el vermut de Reus, o sigui un vermut fabricat per una de les dues fàbriques locals, Vermut Yzaguirre o Vermut Miró.
- el masclet, una beguda que consisteix en la barreja entre el Plim i el vermut de Reus.

La menja tradicional de Festa Major és el bou i arròs, documentat dels del segle xiv.
Les postres típiques de la ciutat són:
- El Menjablanc de Reus, que és una crema a base d'ametlla i que s'acostuma a degustar per postres o per berenar.
- La Coca amb cireres, una coca típica de la festa de Corpus.
- La Coca d'ou el Dijous gras
- El pastís rus.

## Comerç
La ciutat és un gran centre comercial. Hi ha botigues per arreu però els carrers més comercials són el de Llovera, el carrer Major, el de Monterols, de Sant Joan, de les Galanes, de Jesús i del Vent.
Els dies de Sant Jaume se celebra fira, abans dedicada al bestiar però avui dia amb presència de molts sectors.
La Fira de Mostres se celebrava al Pavelló de Fires, construït quasi específicament per a l'esdeveniment fa uns trenta anys, als terrenys de l'antiga estació de Renfe, però va ser enderrocat el 2008, i fins a la construcció d'una seu nova, es va fer en una ubicació provisional a l'Avinguda del Comerç, també a antics terrenys de la Renfe. Actualment, construït el nou espai La Fira de Reus és a l'Avinguda de Bellissens
El mercat se celebra dilluns i dissabte al Mercat Central, reformat fa uns anys.
Els dissabtes als matins, des del Mercat Central fins a la meitat del Passeig de Prim, se celebra el Mercat d'Antiquaris i brocanters, on es reuneixen venedors de tota classe d'objectes antics.
La llotja de contractació dels fruits secs a la Plaça de Prim, a un edifici de la Caixa d'estalvis de Tarragona, va ser tancada el 2004.
El Centre del Pallol és una galeria comercial al centre de la ciutat que consta de 21 botigues dedicades a l'oci, bellesa, tecnologia, complements, moda i restauració. És en aquest barri que s'establí la Confiteria Padreny el 1815.

## Universitat Rovira i Virgili
La Universitat Rovira i Virgili és la institució educativa de màxim nivell a la ciutat. Es va crear el 1991 a partir dels centres existents a Reus i Tarragona dependents de la Universitat de Barcelona. Les instal·lacions de la universitat a Reus es troben disperses en dos zones: el Campus Bellissens, (a l'autovia de Bellissens, al costat del Barri de Sant Josep Obrer) i hi ha un segon recinte universitari al costat de l'Hospital de Sant Joan de Reus, a la Plaça de la Patacada. Els estudis que hi ha actualment a Reus són la Medicina i Ciències de la Salut al Campus Vapor Nou, les Ciències Econòmiques i Empresarials al Campus Bellissens i l'Escola Tècnica Superior d'Arquitectura (ETSA).

## Edificis històrics
Vegeu també Llista de monuments de Reus.

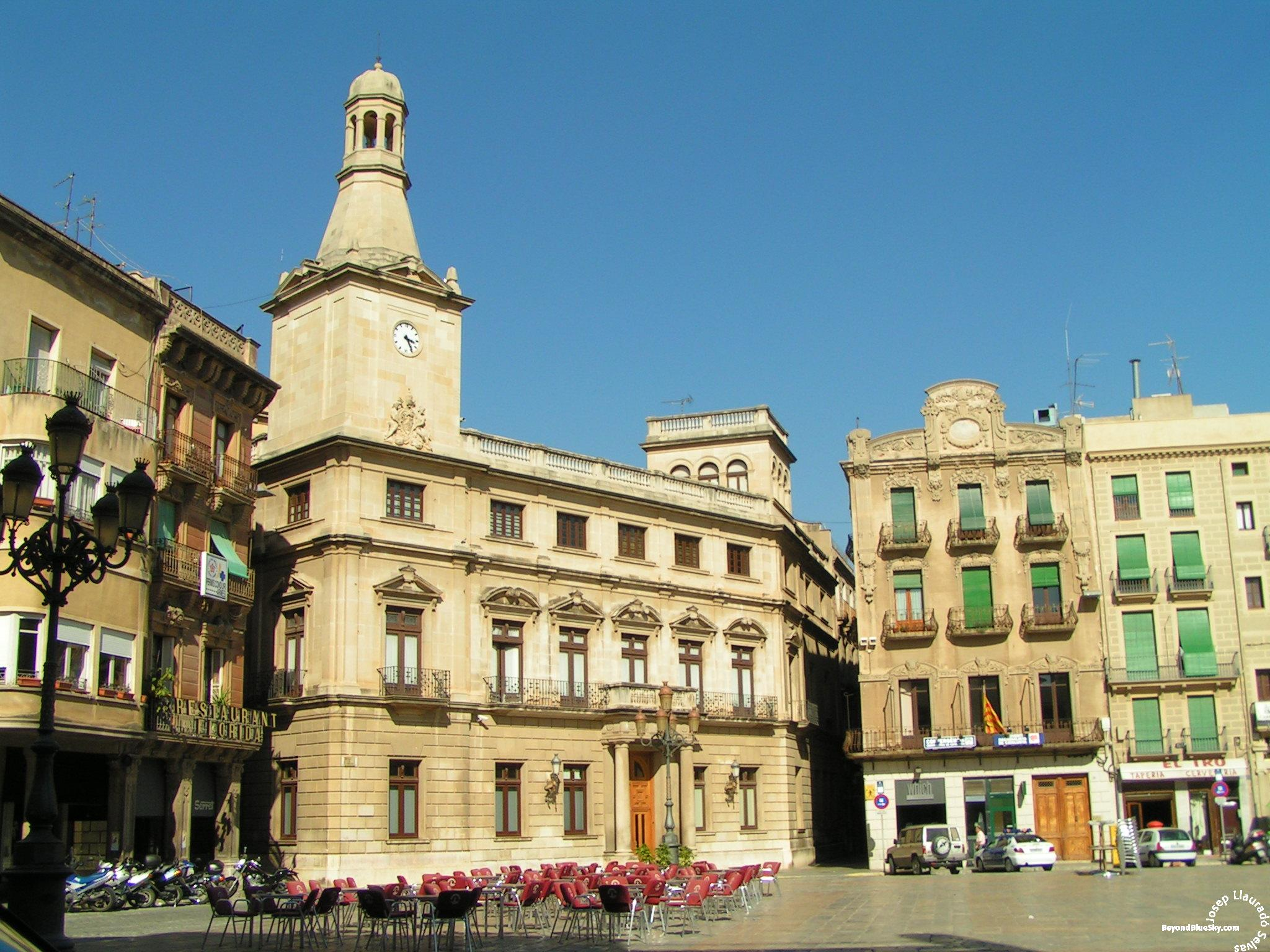
La plaça Mercadal amb l'ajuntament al fons

Els edificis històrics de la ciutat són:
- Castell del Cambrer (avui reformat, a la Plaça del Castell)
- Església Prioral de Sant Pere de Reus (Plaça de Sant Pere)
- El Campanar (Plaça de Sant Pere)
- L'Ajuntament (Plaça del Mercadal)
- Palau Bofarull al carrer de Llovera. (Ocupat a la planta baixa per l'Escola i Conservatori de Música de Reus, de la Diputació de Tarragona, que compta amb l'Auditori Higini Anglès)
- Centre de Lectura, antic Palau dels Marquesos de Tamarit.
- Museu Salvador Vila-seca, antic edifici del Banc d'Espanya a Reus.
- Gaudí Centre (Plaça Mercadal).
- «La Boella», casa natal del pintor Marià Fortuny, en l'actualitat seu del Centre d'Amics de Reus

### Edificis modernistes

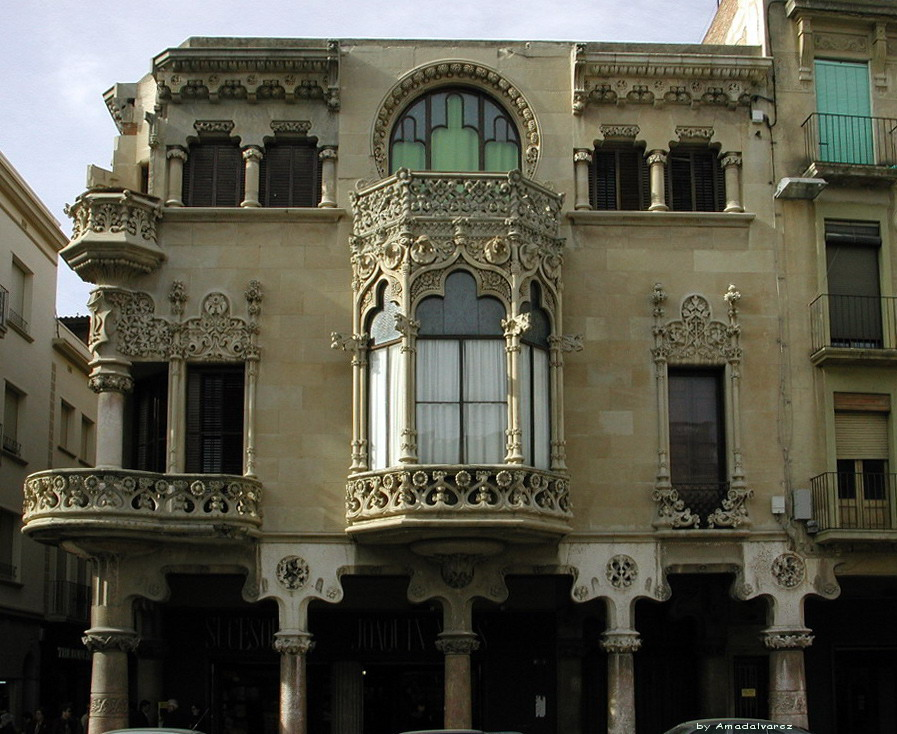
Casa Navàs de Lluís Domènech i Montaner a Reus

La ciutat de Reus destaca pels seus edificis modernistes, entre els quals figuren obres dels arquitectes Lluís Domènech i Montaner, Pere Caselles i Tarrats i Pere Domènech Roura.
- Casa Navàs, Lluís Domènech i Montaner, 1901 - 1908, situat a la Plaça Mercadal.
- Casa Rull, Lluís Domènech i Montaner, 1901, situat al carrer de Sant Joan 27.
- Casa Gasull, Lluís Domènech i Montaner, 1910 - 1912, situat al carrer de Sant Joan 27.
- Institut Pere Mata, Lluís Domènech i Montaner, 1899 - 1919, situat als afores de Reus.
- Casa Pinyol, Pere Caselles i Tarrats, 1910, situat a la Plaça Mercadal.
- Escoles Prat de la Riba, Pere Caselles i Tarrats, 1911, situat a l'avinguda Prat de la Riba 36.
- Escorxador, Pere Caselles i Tarrats, 1899, situat al Carrer de l'Escorxador.
- Estació Enològica, Pere Caselles i Tarrats, 1906 - 1910, situat al passeig Sunyer 4 - 6.
- Casa Munné, Pere Caselles i Tarrats, 1904, situat al raval Martí Folguera 2.
- Casa Sardà, Pere Caselles i Tarrats,, 1896, situat a l'avinguda Prat de la Riba, 41.
- Casa Marco, Pere Domènech Roura, 1926, situat a la raval Santa Anna 23 - 25.
- Xalet Serra, Joan Rubió i Bellver, 1911, situat a la carretera de Castellvell.

### Monuments

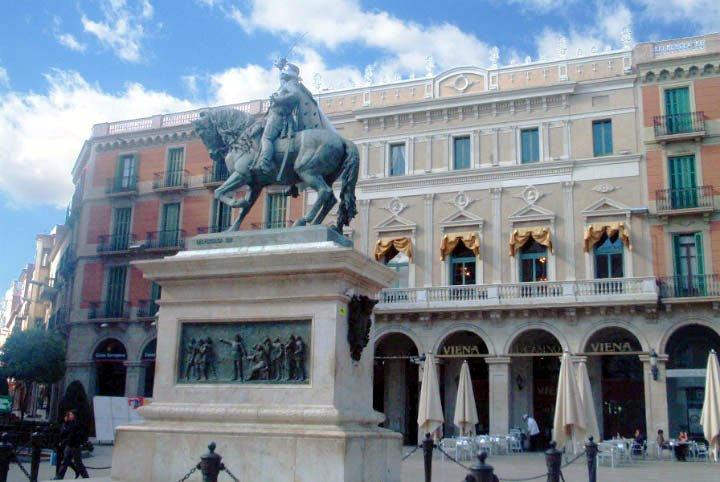
Estàtua del general Prim a Reus

Resten molt poques fonts: la de la Plaça de la Sang (de 1779), la de Neptú a la Plaça del Víctor tocant al carrer Ample (de 1789), i la d'Hèrcules a la plaça del mateix nom (datada el 1857)
Fonts ornamentals són les del Nen de les Oques (Plaça de les Oques) i el Triptòlem, a la Plaça de Joan Rebull.
Hi ha també fonts a les estàtues de la Pastoreta (plaça de la Pastoreta) i de Marià Fortuny (al Barri Fortuny).
Altres estàtues sense fonts són la de Prim (a la Plaça de Prim) i la del Condesito (basada en el quadre Il Contino, a la Plaça de Marià Fortuny, al costat de l'edifici de La Caixa).
Hi ha també alguns monuments moderns (a la dona treballadora, a la indústria tèxtil, etc.), més aviat de caràcter simbòlic.

### Esglésies catòliques
- Sant Pere (prioral)
- Crist Rei
- La Puríssima Sang
- Sant Francesc
- Sant Joan
- Santuari de Misericòrdia
- Santuari del Roser

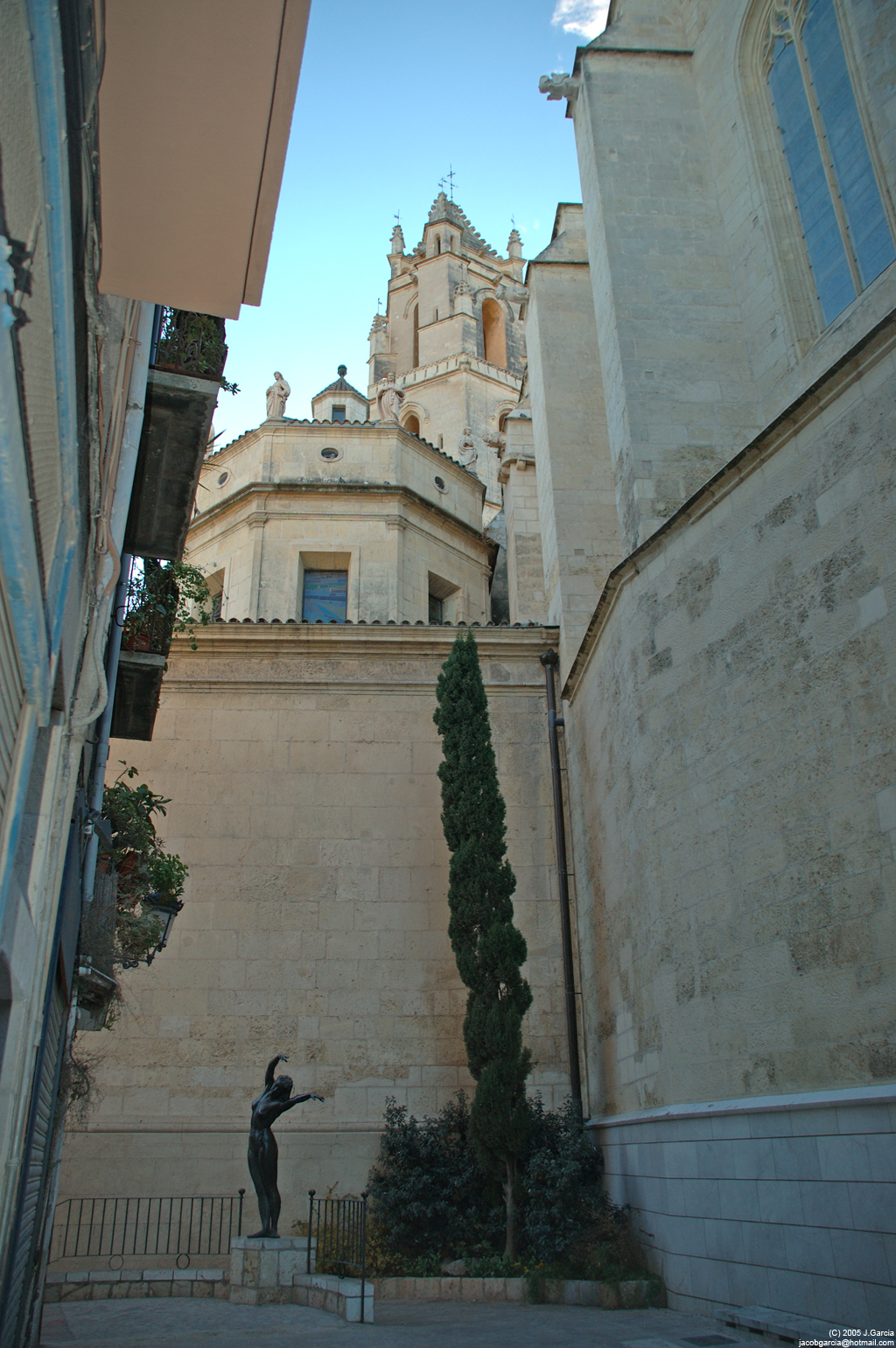
Prioral de Sant Pere a Reus

- Parròquia Sant Josep Obrer (Barri Sant Josep Obrer)
- Parròquia de Sant Bernat Calvó (Barri Fortuny)
- Parròquia de la Immaculada (Barri de la Immaculada)

### Masos
Els més destacats són els de Bofarull, Mas de la Barberana, Mas de la Comtessa, Mas de Les Ànimes, Mas del Larrard, Mas del Tallapedra, Mas de Sunyer, Mas de Nicolau, Mas de Puig, Mas de Valls, Mas de Sedó, Mas del Vilanova, Mas d'Iglésies, Mas de Navàs, Mas Gassull, Mas del Llevat, Mas del Parsifal, i d'altres.

## Serveis

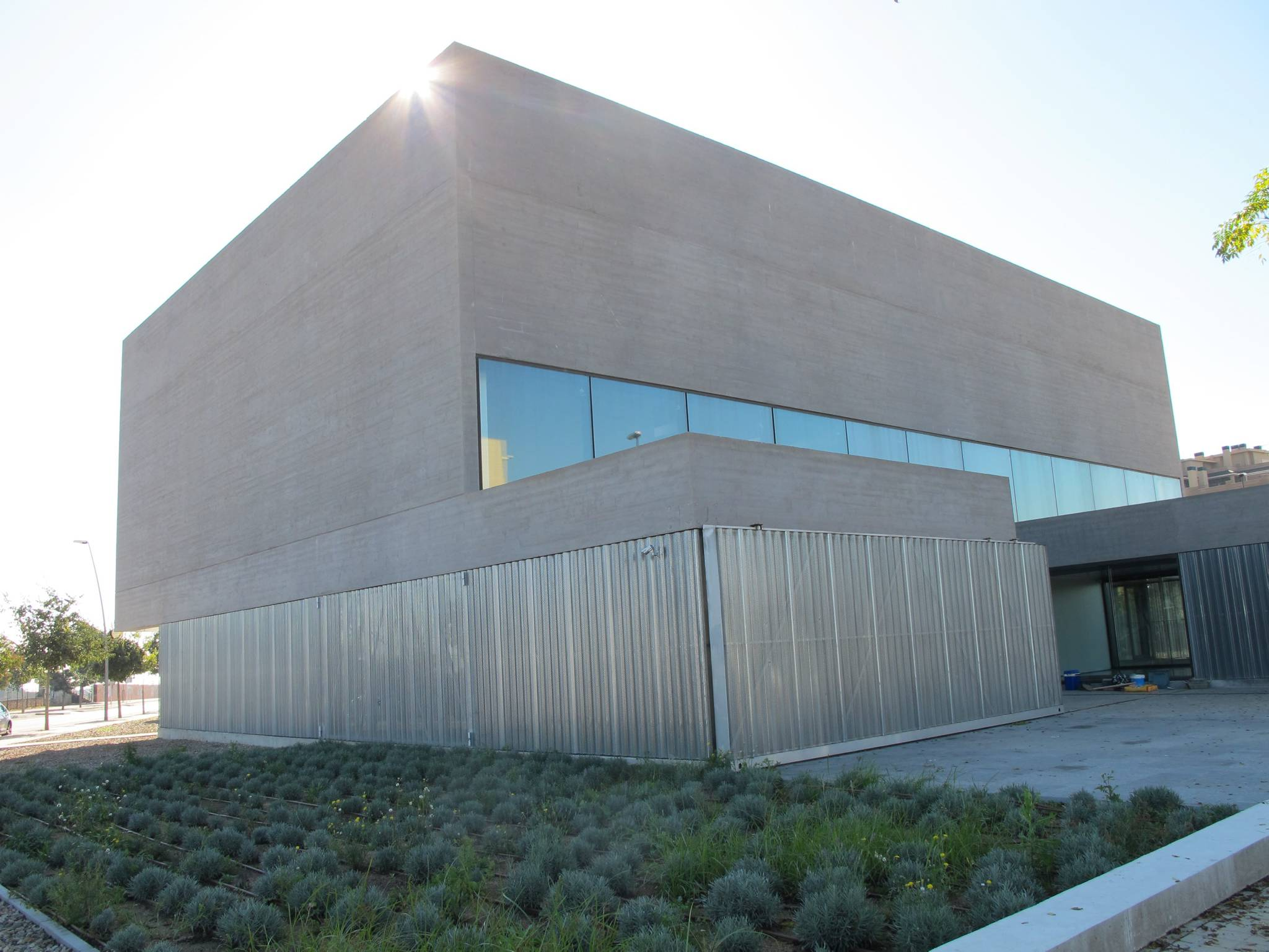
Biblioteca Pere Anguera de Reus

La ciutat compta amb vuit jutjats, Registre Civil, vuit notaries, i tres registres de la Propietat (un d'ells pels termes de Mont-roig i Cambrils) 
Té quatre llars d'infants o parvularis públics, vint centres de primària públics, vuit de secundària públics, a més dels centres concertats i privats, dues facultats (Econòmiques i Empresarials, Medicina i Ciències de la Salut) i 1 escola superior (Arquitectura) dependents de la Universitat Rovira i Virgili i un centre adscrit a la URV (Aviació).
Hi ha també una escola d'art i disseny, una escola oficial d'idiomes, el Conservatori de música de la Diputació de Tarragona i l'escola d'adults Mas Pellicer, ubicada al barri de Sant Josep Obrer.

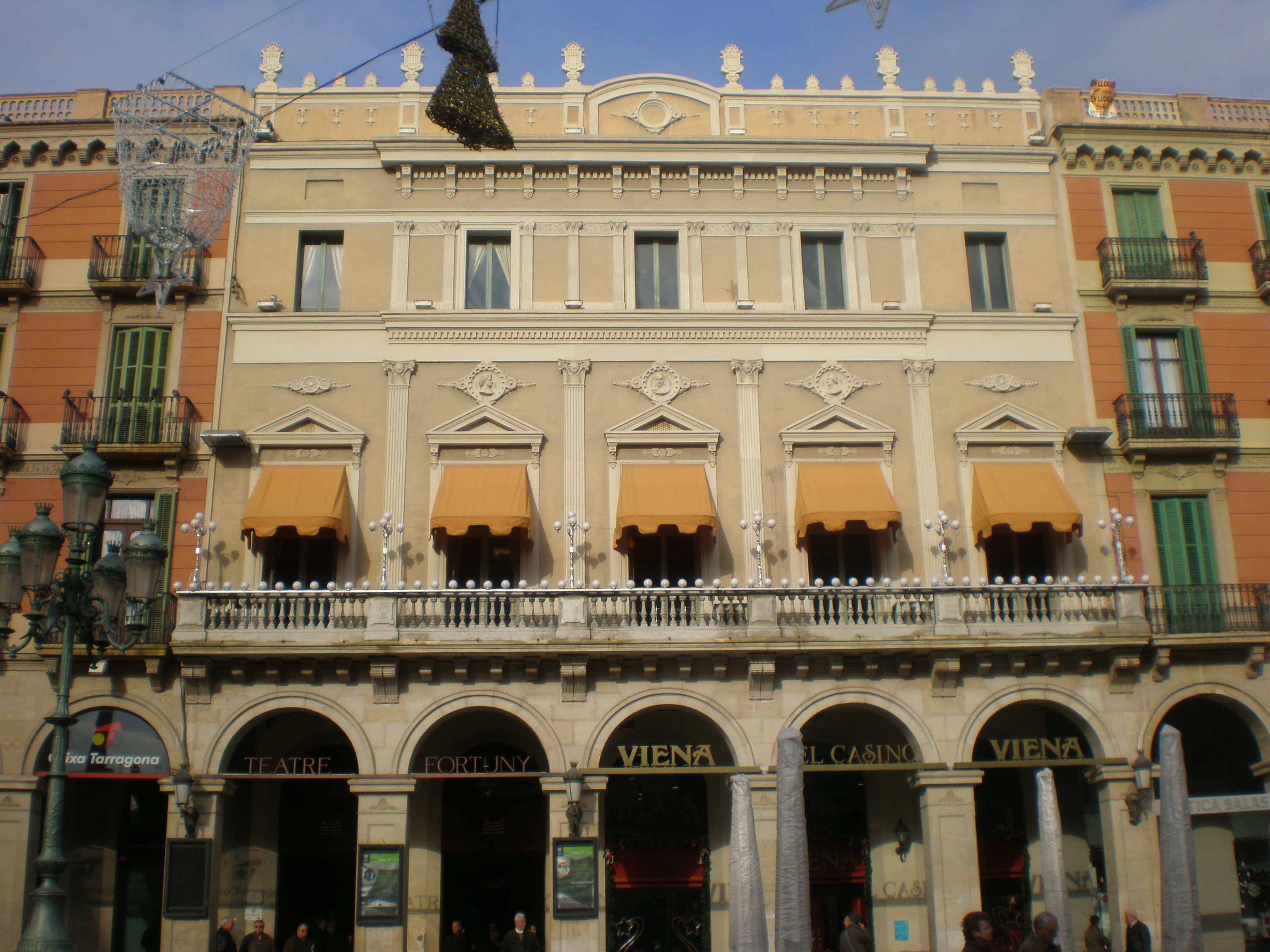
Teatre Fortuny de Reus

La ciutat té quatre teatres (Teatre Fortuny, Teatre Bartrina, Estable del Baix Camp i La Salle) i els auditoris del Bravium i La Vitxeta. Té un cinema multisala i el cine club del Centre de Lectura.
Hi ha dos Museus (el Salvador Vilaseca i el d'Art i Història) i l'arxiu comarcal. Hi ha també sis sales d'art. La biblioteca principal és la Biblioteca Central Xavier Amorós, construïda a l'antic escorxador. Addicionalment hi ha una biblioteca al Centre de Lectura, però només és per a socis; al barri de Mas d'Iglésies s'hi ha construït una biblioteca de districte, La Biblioteca Pere Anguera, que porta el nom de l'historiador Pere Anguera.
També hi ha dues dotzenes de bandes de música, cobles i gralles, i la mateixa quantitat de colles de festa major i Carnaval. Al seu torn, quant al lleure educatiu, hi ha dos esplais i quatre caus, agrupats a la Coordinadora d'Esplais i Escoltes de Reus (CEER).
En el camp de l'esport hi ha el Camp Municipal Mas d'Iglésies, l'estadi Municipal al Polígon Agro-Reus i el Camp de la Pastoreta. El 1992 es va inaugurar el Pavelló Olímpic, i fa pocs anys les Piscines Municipals.
Hi ha tres mercats, el Central, el del Carrilet i el de la Mancomunitat. Aquest últim, al límit entre Reus i Tarragona, és per a majoristes.
Hi ha 4 esglésies protestants o evangèliques:
- Església Evangèlica Baptista (FIEIDE) c/ de Pau Font de Rubinat, 24
- Església Evangèlica Baptista (UEBC) c/ de Güell i Mercader, 1
- Església Evangèlica de Catalunya (EEC-IEE) c/ de Vidal, 9-11
- Església Evangèlica Rios de vida c/ de Vilanova i la Geltrú S/N

Hi ha també una mesquita musulmana.
Dins de la premsa escrita cal esmentar tres publicacions gratuïtes: el Mercadal, una publicació de l'Ajuntament; Més Reus (del grup 100% Comunicació); Espais 7; Lo Nunci, de l'entitat Centre d'Amics de Reus i Reus Directe. Hi ha delegacions del Diari de Tarragona i El Punt. Hi ha també diversos diaris digitals com per exemple Reus digital
Punt 6 Ràdio és una emissora de ràdio nascuda a Reus el 1982 amb el nom de Ràdio Music Club, en la que un dels programes històrics és Cops i flames (1989), dirigit per Josep Cartanyà, és el programa de música en català més antic que continua en actiu.

## Esdeveniments esportius
L'any 1992 va ser sub-seu olímpica dels Jocs Olímpics de Barcelona'92.
L'any 2015 el grup «Xou Gran» del Reus Deportiu va obtenir la 5a plaça al Campionat del Món disputat a Colòmbia.
Un Club local, el Reus Deportiu, competia a futbol generalment a tercera divisió (tot i que a la temporada 2016-2017 va jugar per primer cop a la seva història a Segona Divisió A) però va desaparèixer per una mala gestió. A hoquei patins el club va arribar a ser sis vegades campió d'Europa i un cop del món, i recentment (2009 i 2017) ha estat un altre cop campió d'Europa, sumant-ne ja 8 copes. Altres entitats esportives: Club de Futbol Reddis, Club Natació Reus Ploms i el Club Esportiu Despertaferro.
Des de l'any 2021 la franquícia de futbol americà Barcelona Dragons té la seva seu a Reus i disputa els seus partits com a local a l'Estadi Municipal. Els Barcelona Dragons formen part de la Divisió Sud de la European League of Football.

## Ciutats agermanades
Reus manté una relació d'agermanament amb les següents ciutats:
- Bahía Blanca, Província de Buenos Aires, Argentina (1994)
- Hadžići, Bòsnia i Hercegovina (1995)
- Astorga, Castella i Lleó (1998)
- Amgala, Laâyoune-Sakia El Hamra, República Àrab Sahrauí Democràtica (2000)
- Al-Aaiun, Laâyoune-Sakia El Hamra, República Àrab Sahrauí Democràtica (2000)
- Boyeros, Cuba (2000)
- Gandia, País Valencià (2008)
- Deba, Euskadi (2017)